# Pichtowo
Pichtowo (ros. Пихтово) – osiedle w Rosji, w rejonie wielikoustidzkim obwodu wołogodzkiego. W 2010 r. liczyło 62 mieszkańców.